# Rosario del Carmen Barredo
Rosario del Carmen Barredo Longo  (Montevideo, 26 de febrero de 1949 - 20 de mayo de 1976) fue una militante uruguaya que apareció asesinada junto a su compañero William Whitelaw Blanco y los legisladores Héctor Gutiérrez Ruiz y Zelmar Michelini.

## Biografía
Sus padres fueron José Gervasio Barredo Bentancour y Elida Nieves Longo Porfilio y su hermano, Fernando Barredo Longo. Tuvo tres hijos, Gabriela Schroeder Barredo, María Victoria Whitelaw Barredo y Máximo Fernando Agustín Whitelaw Barredo.
Era laboratorista del Hospital Universitario de Clínicas y estudiante de la Facultad de Medicina a fines de la década del 1960.[cita requerida]
Se vincula al MLN-Tupamaros en el año 1971. 
El 6 de diciembre de 1971 Rosario contrae matrimonio con Gabriel Schroeder Orozco, militante del Movimiento de Liberación Nacional-Tupamaros ejecutado el 14 de abril de 1972 junto a tres compañeros. Rosario, con un embarazo a término, es detenida el 15 de abril, dando a luz a su hija Gabriela el 24 de abril siguiente en el Hospital Militar. Continúa en reclusión hasta fines de diciembre de 1972 cuando decide abandonar el país junto a su hija y exiliarse en Chile en marzo de 1973.
El golpe de Estado en Chile el 11 de septiembre de 1973 de Pinochet, la encuentra en Santiago viviendo en la calle Namur, en un edificio lindero al de la UNCTAD III. Los allanamientos pos golpe la obligaron a escapar de allí y luego de varios días de buscar alojamiento seguro, toma la decisión de viajar a la Argentina. Apenas abiertos los vuelos internacionales en Pudahuel, se embarca junto a Gabriela hacia la capital argentina. 
Reinicia en Buenos Aires su militancia revolucionaria con el MLN-T y forma pareja con William Whitelaw Blanco. De tal unión nacerán dos hijos: María Victoria y Máximo Fernando Agustín.

## Secuestro
El 13 de mayo de 1976, Rosario, William y sus hijos Gabriela de 4 años, María Victoria de 16 meses y Máximo de 2 meses, son secuestrados y su casa saqueada.
El 21 de mayo de 1976, la Policía bonaerense da cuenta del hallazgo de un automóvil, abandonado en la vía pública y que en su interior, se encontraban los cuerpos de Zelmar Michelini, Héctor Gutiérrez Ruiz, Rosario Barredo y William Whitelaw Blanco, con claros signos de muerte violenta. 
Tras el secuestro, el abuelo paterno de Gabriela, Juan Pablo Schroeder Otero impulsa una campaña en los medios para lograr la devolución de los tres niños. Junto a uno de sus hijos que era corresponsal del periódico italiano Corriere della Sera y los contactos con otros diarios como el periódico Buenos Aires Herald publican fotografías y notas sobre la desaparición de los niños. Especialmente, publica una nota dirigida a las autoridades y a todos los habitantes hasta que el 29 de mayo los niños aparecen.

## Causa iniciada
El 16 de noviembre de 2006 el juez uruguayo Roberto Timbal sometió a proceso y a prisión preventiva al expresidente Juan María Bordaberry y al canciller de la dictadura cívico-militar uruguaya, Juan Carlos Blanco, «como coautores responsables de cuatro delitos de homicidio muy especialmente agravados».
En marzo de 2010 la fiscal Mirtha Guianze solicitó una condena de 30 años de prisión para el exdictador Juan María Bordaberry y para el excanciller Juan Carlos Blanco por los asesinatos de Zelmar Michelini, Héctor Gutiérrez Ruiz, Rosario del Carmen Barredo y William Whitelaw Blanco en 1976 y fue cumplida el 30 de junio de 2011.